# Хлопчик з люлькою
 «Хлопчик з люлькою» (фр. Garçon à la pipe, ісп. Chico con pipa) — картина іспанського і французького художника Пабло Пікассо, написана художником в 1905 році у віці 24 років в гуртожитку Бато-Лавуар на Монмартрі у так званий рожевий період його творчості. Зображує невідомого хлопчика в вінку з троянд, який тримає в лівій руці люльку.

## Історія
Портрет довгий час служив «цвяхом» колекції американського колекціонера Джона Вітні. При розпродажі колекції в 2004 картина продана на аукціоні «Сотбіс» за рекордну на той момент ціну в 104 млн доларів, побивши рекорд «Портрета доктора Гаше» пензля Ван Гога, що тримався 15 років. Новий рекорд протримався 6 років, до травня 2010.